# أندرياس موراي
أندرياس موراي (بالسويدية: Andreas Murray)‏ هو قسيس سويدي، ولد في 9 أغسطس 1695 في كلايبيدا في ليتوانيا، وتوفي في 1771 في السويد.